# Lista de Schindler
Essa é uma lista parcial de judeus contemplados na Lista de Schindler (em alemão: Schindlerjuden). As pessoas citadas foram transportadas para a fábrica de Schindler em Brünnlitz localizada na região de Pardubice. A lista foi elaborada por Mietek Pemper, Itzhak Stern e Oskar Schindler.
- Abraham Auerbach
- Abraham Balicki
- Abraham Bankier
- Abraham Bankier*
- Abraham Feiler
- Abraham Gross
- Abraham Grossmann
- Abraham Grun
- Abraham Grunberg*
- Abraham Gruss
- Abraham Herschlag*
- Abraham Hirsch*
- Abraham Jachzel
- Abraham Joachimsman
- Abraham Kormann
- Abraham Lermer
- Abram Glicenstein*
- Abram Klinburt
- Aczer Blatt
- Ada Friedner
- Adam Garde
- Adela Karmel/Poss
- Adela Lowi*
- Adolar Gutherz
- Adolf Berger
- Adolf Blumenkranz*
- Adolf Borger
- Adolf Brenner*
- Adolf Elsner
- Adolf Frankel*
- Adolf Goldstein
- Adolf Grunhaut
- Adolf Guttmann
- Adolf Kleinmann
- Ala Kupferberg
- Alexander Adler
- Alexander Bialywlos
- Alexander Bieberstein*
- Alexander Entracht*
- Alexander Goldmann
- Alexander Goldwasser
- Alexander Grunfeld
- Alfred Herrmann
- Alter Beer
- Alter Binder
- Anita Lampel*
- Anna Borger
- Anna Duklauer*
- Anna Geller
- Anna Hirsch
- Anna Konigsberg
- Anna Lermer
- Anna Lichtig
- Anschel Freimann
- Arje Ferber
- Arnold Goldberger*
- Aron Belbwerth*
- Aron Eisenstein
- Aron Feilgut*
- Aron Goldschmied
- Aron Goldstein*
- Aron Klingenholz
- Aron Landschaft
- Artur Juttla*
- Ascher Jasse
- Asria Lowi
- Augusta Gutherz*
- Awadie Kollender
- Basia Borenstein*
- Bella Horowitz
- Bella Lehrer-Handler
- Benjamin Breslauer
- Benjamin Feingerson*
- Benjamin Gross*
- Benzion Florenz*
- Berisch Goldberg
- Bernard Eilberg
- Bernard Feuermann*
- Bernard Goldberg*
- Bernard Hillmann
- Bernard Horowitz*
- Bernard Ingber
- Bernard Kleiner
- Bernard Kornhauser
- Bernhard Goldstein
- Berta Aftergut
- Berthold Hornitzer*
- Bronia Gunz/sperling*
- Bronislaw Friedmann
- Bronislawa Horowitz
- Cecilia Brzeska
- Cecilia Frey
- Cecilia Katz
- Celina Karp
- Celina Lampel
- Chaim Beer*
- Chaim Berger
- Chaim Brotmann
- Chaim Drisin
- Chaim Feinberg
- Chaim Fertig
- Chaim Fleischmann*
- Chaim Grubner
- Chaim Grungras*
- Chaim Hilfstein*
- Chaim Jakubowicz*
- Chaim Korber*
- Chaja Dresner
- Chaja Jereth
- Chana Henig
- Chana Kief
- Chana Lejzon
- Charlotte Brandsilber
- Chaskel Eckstein
- Chaskel Goldberger
- Chaskel Krieger
- Chaskiel Ankier*
- Chaskiel Chajkin
- Chiel Kohane*
- Cyla Katolik
- Cypera Goldstein
- Cypora Gross
- Czeslawa Kraus
- Danata Dresner
- Daniel Gross
- David Diktoriczyk
- David Flinkt
- David Haar*
- Dawid Altmann
- Dawid Ausubel
- Dawid Dringer
- Dawid Fuchs
- Dawid Garde*
- Dawid Gottselig
- Dawid Grunwald
- Dawid Hahn
- Dawid Herz*
- Dawid Hornung
- Dawid Jakubowicz
- Dawid Lederer
- Dawid Lejzon
- Dawid Lewi*
- Debora Lipschutz
- Desider Kahan
- Dusia Linzer
- Eda Lis
- Edmund Korn
- Eduard Danziger
- Edward Heuberger
- Edward Hilfstein
- Efreim Goldberg
- Efroim Bleiweig
- Efroim Fuhrmann*
- Eidla Gerner*
- Eleonara Feuereisen
- Eli Dubnikow
- Eliasz Barth
- Eliasz Horn
- Eliasz Leinkram*
- Eliasz Luftig
- Elka Berhang
- Ella Frisch*
- Emanuel Abzug
- Emil Gruner*
- Emil Inslicht
- Erich Glinski
- Erna Eisen
- Ernestine Ginter
- Erwin Davidowitsch
- Estera Friedmann
- Estera Herzog*
- Estera Hudes
- Estera Kerner
- Estera Korn
- Etka Liebgold
- Eugen Keller*
- Eugen Klein
- Eugenia Finder
- Eugenia Friedmann
- Feiga Raza Karp
- Feiwel Haar
- Feiwel Kleinmann
- Fela Flinder
- Fela Geminder
- Felicia Blawat*
- Felicia Feldstein
- Felicia Friedmann*
- Felix Kaminski
- Ferdinand Hartmann*
- Ferdynand Lewkowicz*
- Fischel Beder
- Fischel Freiholf
- Fiszel Ejbuczyc
- Fiszel Fried
- Fradel Kiwetz
- Franciszka Friedner
- Frania Bielfeld
- Frieda Frankel
- Friedrich Beck
- Fritz Buchhalter*
- Fritz Franken*
- Fritz Hartog
- Fryderyk Appel
- Gabor Holasz
- Gabriela Katz
- Gedalie Gluckmann
- Genia Gams
- Georg Eisenberg*
- Gisela Appel
- Giza Breit
- Golda Bernstein
- Gustawa Fertig
- Gustawa Gronner
- Halina Brunnengraber*
- Halina Horowitz
- Hanka Gruner
- Heinrich Lampel
- Heinz Dressler
- Heinz Jospe
- Hela Brzeska
- Helena Barth
- Helena Dortheimer
- Helena Dortheimer
- Helena Friedmann
- Helena Gruner
- Helena Hirsch
- Helena Kuhn
- Helene Geminder
- Helene Landsberger*
- Helga Hirsch
- Henja Malka Bernstein
- Henoch Herzberg
- Henryk Blasenstein*
- Henryk Blatt
- Henryk Brautmann
- Henryk Ettinger
- Henryk Glassner
- Henryk Goudstikker
- Henryk Gutherz
- Henryk Heilmann
- Henryk Kammermann*
- Henryk Kinstlinger
- Henryk Klugman
- Henryk Kornfeld
- Henryka Lis
- Herman Natan Feldmann
- Hermann Blechmann
- Hermann Forkus
- Hermann Gottselig
- Hermann Katz*
- Hermann Kornhauser
- Hermann Lewkowicz
- Hermann Loffler
- Hersch Goldkern
- Hersch Licht*
- Hersz Blumenfrucht
- Hersz Flinkt
- Hersz Freitag
- Hersz Jakubowski*
- Herz Hirschberg
- Hilde Berger
- Hinde Debora Goldmann*
- Hirsch Beer
- Hirsch Biedermann
- Hirsch Chewel*
- Hirsch Danzig*
- Hirsch Ehrlich*
- Hirsch Krischer
- Icek Blum*
- Icek Lewkowicz
- Ida Dawidowicz
- Idel Goldstein
- Ignacy Grunfeld
- Ignacy Haber
- Ignacy Klinghofer*
- Ignacy Kurz*
- Ignacy Liebermann
- Ignaz Herszkowitz
- Ignazy Birnback
- Irena Garde
- Isak Herz
- Isak Josef Katz
- Isidor Eule
- Ismar Fischer
- Israel Falk*
- Israel Ferber
- Israel Hirschhorn
- Iszak Hauben
- Ital Lewkowicz
- Izak Baldinger*
- Izak Dawid Klipstein
- Izak Fluss
- Izak Hecht
- Izak Hudes
- Izak Izraelowicz
- Izak Kirschenbaum*
- Izak Landesdorfer
- Izak Lebenstein*
- Izak Szyja Karp*
- Izrael Berek Bejski
- Izrael Domb*
- Izrael Goldfarb
- Izrael Kupferberg
- Izydor Horowitz
- Jacob Haller
- Jakob Armer*
- Jakob Bierer*
- Jakob Blammer
- Jakob Blaufelder
- Jakob Buchsbaum
- Jakob Davidson*
- Jakob Ewensohn
- Jakob Feigenbaum
- Jakob Gewelbe*
- Jakob Gross
- Jakob Grunblum
- Jakob Haubenstock*
- Jakob Herszkowicz
- Jakob Jakubowicz
- Jakob Kleinmann
- Jakob Konig
- Jakob Kornblau
- Jakob Kremsdorf
- Jakob Langsam
- Jakob Laus
- Jakob Leser*
- Jakob Lewertow
- Jakob Low
- Jakub Eisland
- Jan Liban
- Jankiel Kujawski
- Jarum Kinstlinger
- Jeremiasz Kirschenbaum
- Jerzy Brauner
- Jerzy Gross*
- Jerzy Kessler
- Jetti Bronner
- Jgnaz Eckstein
- Joachim Dressler
- Joachim Kirschenbaum
- Jonas Dresner
- Josef Abusch
- Josef Ameizen
- Josef Bau
- Josef Bauer
- Josef Behrenhaut*
- Josef Brandeis
- Josef Brayntich*
- Josef Chlebowski
- Josef Feiner
- Josef Fried*
- Josef Gross
- Josef Gross
- Josef Gutherz
- Josef Haliczer*
- Josef Hilel Borenstein
- Josef Horn
- Josef Hornung
- Josef Ickowicz
- Josef Jonas
- Josef Keil
- Josef Kellner
- Josef Kraus*
- Josef Kuchler
- Josef Lipschutz*
- Josek Berger*
- Josek Freihof
- Josek Leichter
- Josek Lewin
- Juda Birnbaum
- Juda Dresner*
- Juda Katz
- Julius Hirschel*
- Juliusz Baum*
- Kalman Goldberg
- Karol Emmerich
- Karol Gross
- Karola Blumenkranz
- Kiwa Eisen
- Kuba Beck
- Kurt Jakubowicz
- Lazar Feit
- Lea Hendler
- Lea Herzog
- Leib Frermann
- Leib Gerstner
- Leib Grycman
- Leib Hudes*
- Leib Lamensdorf
- Leib Lejzon
- Leizor Freitag
- Lemel Geiger
- Leo Finkelstein
- Leo Knobloch
- Leon Bittersfeld
- Leon Frankel
- Leon Friedmann
- Leon Grobler*
- Leon Hirsch*
- Leon Kaufmann*
- Leon Leibler
- Leon Lindenberger*
- Leonie Grunberg
- Leopold Bronner
- Leopold Degen
- Leopold Fischgrund
- Leopold Gruss
- Leopold Luftig
- Lewi Berlinerblau*
- Lobl Friedner
- Lola Banach
- Lola Feldmann*
- Lola Krumholz*
- Lore Geminder
- Ludwig Elsner
- Ludwig Feigenbaum
- Ludwig Herz
- Ludwig Kornfeld*
- Majer Berger
- Majer Dreiblatt*
- Majer Korner
- Majlech Garfunkiel*
- Marcel Goldberg
- Marcel Goldwasser
- Marek Konigl
- Maria Haubenstock
- Markus Birnfeld*
- Markus Blum
- Markus Broder*
- Markus Dienstag
- Markus Grabowski*
- Markus Kohn
- Markus Lieser
- Marsk Bossak
- Marta Dressler
- Matilde Low*
- Maurycy Finder*
- Maurycy Gangel
- Maurycy Liebermann*
- Maurycy Linkowski
- Max Biedermann
- Max Korzeo*
- Max Lang
- Maximilian Kessler
- Meier Eichental
- Meier Gartner
- Meier Kleiner*
- Meilech Gurewicz
- Mendel Blecheisen
- Mendel Freitag*
- Mendel Immergluck*
- Mendel Lederer*
- Michael Borger*
- Michal Essig
- Michal Ettinger*
- Michal Leib Hellmann*
- Mieczyslaw Garde
- Mina Feingold
- Mira Garde
- Miriam Grunberg
- Miriam Hilfstein
- Mirko Koniowitsch*
- Moisze Honigmann
- Mojzesz Bottner
- Moritz Braun
- Moritz Ettinger
- Moses Apfel
- Moses Buchen
- Moses Federgrun
- Moses Frei
- Moses Goldberg*
- Moses Goldmann
- Moses Gotinger*
- Moses Horowitz*
- Moses Klinstingler
- Moses Kopyto
- Moses Krebs
- Moses Lejzon*
- Moses Lewkowicz*
- Moszek Bejski
- Moszek Bres
- Moszek Grossmann*
- Moszek Knobler
- Motio Geller*
- Moyzesz Anglister
- Moyzesz Essig
- Moyzesz Gleitmann
- Moyzesz Lederberger
- Mozes Blum
- Naftali Baum
- Naftali Glucksmann
- Naftali Hudes
- Natalia Lewinska
- Natan Bratkiewicz
- Natan Brauer*
- Natan Gurfinkel
- Natan Kollmann*
- Natan Kruger
- Natan Lewkowicz
- Necha Feigenbaum*
- Nelli Brechnor
- Nina Heublum
- Norbert Bumfuhrer*
- Nysen Barth*
- Oskar Feil
- Osker Grob
- Otto Goldberg
- Otto Gross*
- Otto Hansel
- Paul Heller
- Paula Kleinmann*
- Paula Leder
- Paulina Grossbard
- Pejsach Figowicz
- Perl Holzmann*
- Perla Leser
- Pesia Lejzon
- Peter Becsi
- Pinkus Chiel
- Pinkus Eidner*
- Pinkus Friedmann
- Pola Gerner
- Pola Ickowicz
- Polda Hirschfeld
- Rachela Ast
- Rachela Bugajer
- Rachela Hollander
- Rachela Korn*
- Rafael Bram
- Regina Kaufmann
- Rela Burstiner
- Rena Ferber
- Renata Kuzmer-Lewkowicz
- Robert Brock
- Roma Horowitz
- Roman Goldberger
- Roman Kukurutz*
- Rosa Feldmann
- Rosa Ferber*
- Rosa Freilich*
- Rosa Glockenberg
- Rosa Laufer
- Rozalia Kornhauser
- Rozalie Klipstein*
- Ruchel Horowitz
- Rudolf Brechner
- Rudolf Friedmann*
- Ruth Katz
- Ruth Kohn
- Ruth Lowenstein
- Ryszard Lax
- Sabina Grunspan
- Sabina Grunwald*
- Sabina Loffel
- Sali Hirschberg
- Salo Allerhand
- Salo Kukurutz
- Salomea Liebermann
- Salomoa Goldberg
- Salomon Feiler
- Salomon Frankel
- Salomon Goldberger
- Salomon Goldblatt*
- Salomon Gruner
- Salomon Grunfeld
- Salomon Hartmann
- Salomon Herschlag
- Salomon Jachzel
- Salomon Lewi
- Samuel Baral
- Samuel Beckman*
- Samuel Deutelbaum
- Samuel Ehrlich
- Samuel Frisch
- Samuel Grobler
- Samuel Hirschfeld
- Samuel Klassner*
- Samuel Kopec
- Samuel Krug
- Samuel Lichtig
- Sander Folcusz
- Sandor Feuermann
- Sara Danzig
- Sara Dembitzer
- Sara Grajower
- Sara Heilmann
- Sara Horowitz
- Sara Klinger
- Saul Gruner*
- Schachne Horowitz*
- Selig Felsenstein*
- Selig Kopec
- Selma Gross
- Siegfried Baruch
- Siegfried Gluckmann*
- Simche Birnzweig
- Simon Jereth*
- Simon Klinghofer
- Sofia Buchsbaum
- Sofia Haubenstock
- Soltan Kellner
- Stefan Begleiter
- Stefan Gold
- Stefan Goldstein*
- Stefan Luftig
- Stefania Frisch
- Stella Israeli*
- Susi Dressler*
- Syda Getzler
- Syda Goldberg
- Szaja Handler
- Szaja Kaufmann
- Szaja Kleinberg
- Szaja Koscher
- Szaja Lasser*
- Szmul Brambrot*
- Szmul Cajg
- Szulim Gorywocki
- Szulim Hollander
- Szulim Leser
- Szya Kestenberg*
- Szyfra Durst
- Szyja Abramoczyk
- Szyja Eichenholz
- Szyja Kern*
- Szymon Grossmann
- Szymon Hirschberg
- Szymon Krieger*
- Tauba Kurz
- Teodor Dembtizer*
- Tibor Bolaczy
- Urysz Bejski
- Valeria Begleiter
- Viktor Boger
- Wigdor Dortheimer
- Wiktor Lezerkiewicz
- Wilhelm Feiner
- Wilhelm Grauer
- Wilhelm Kranz
- Wladyslaw Berger
- Wladyslaw Kahane
- Wolf Elefant*
- Wolf Feldstein
- Wolf Horowitz
- Yoniek Chojna
- Zacharjasz Kellner
- Zalel Jazowski
- Zdenek Hoffmann*
- Zygmunt Hecht*
- Zygmunt Immergluck
- Zysze Low